# United Fruit Company
Јунајтед фрут компани (енгл. United Fruit Company) је била америчка корпорација која је управљала продукцијом тропског воћа (највише банана) у Средњој Америци и извозила га на северноамеричко тржиште. Основана је 1899. године, са седиштем у Бостону. Оснивачки компаније били су капетан Лоренцо Бејкер и Ендру Престон, којима се касније придружио и власник железничке компаније Мајнор Кит. Премда је у то време поморски саобраћај био главни вид транспорта робе на дуже релације, компанија је оформила сопствено транспортно предузеће са великом флотом, које је тридесетих година 20. века бројала чак 95 бродова. Компаније је у свом власништву држала и велики део железничке мреже. Како је јачала њена моћ, Јунајтед фрут компани је у својим рукама почела да држи и богате руднике, ланце хотела, коцкарнице, плаже, телефонске компаније... Њена финансијска моћ превазилазила је политичку моћ држава у којима је пословала. Стога је могла да утиче на доношење кључних одлука и тако себи обезбеди монополски положај на тржишту. Била је умешана и у обарање неподобних режима у Хондурасу 1910. године и Гватемали 1954. године, уз помоћ ЦИА-е. Јунајтед фрут компани и Стандард фрут компани су највише допринеле настанку термина банана република. Компанија 1970. године мења име у Јунајтед бананас, што је до 1984. године био назив данашње корпорације Чикита банана интернационал.